# Vulpicida
Vulpicida — рід грибів родини Parmeliaceae. Назва вперше опублікована 1993 року.

## Класифікація
До роду Vulpicida відносять 6 видів:
- Vulpicida canadensis
- Vulpicida juniperinus
- Vulpicida pinastri
- Vulpicida tilesii
- Vulpicida tubulosus
- Vulpicida viridis